# Hercules Robert Pakenham
Hercules Robert Pakenham (29 septembre 1781 - 7 mars 1850) est un officier de l'armée britannique qui sert d'aide de camp à Guillaume IV du Royaume-Uni.

## Jeunesse
Hercules Robert Pakenham est né le 29 septembre 1781, le troisième fils d'Edward Pakenham (2e baron Longford) et de Catherine Rowley, deuxième fille d'Hercules Langford Rowley. Il est le frère de Sir Edward Pakenham et le beau-frère d'Arthur Wellesley, 1er duc de Wellington .

## Militaire
Pakenham est nommé enseigne du 40e Régiment d'infanterie le 23 juillet 1803, devient lieutenant le 3 février 1804, est transféré au 95th rifles (plus tard la Rifle Brigade (Prince Consort's Own)) en avril de la même année, et y obtient sa compagnie le 2 août 1805. Il sert dans l'expédition à Copenhague et au Portugal, où pendant la bataille de Roliça, il est légèrement blessé à Óbidos du 16 au 17 août 1808. "Il est vraiment l'un des meilleurs officiers de tirailleurs que j'ai vus", a écrit Sir Arthur Wellesley, le recommandant pour une promotion,.
Il est promu major dans le 7e régiment des Indes occidentales le 30 août 1810, est resté avec l'armée péninsulaire et est adjudant général adjoint de la division de Picton jusqu'à la chute de Badajos, où il est gravement blessé et reçoit la croix d'or pour Busaco, Fuentes d'Onoro, Ciudad Rodrigo et Badajos ,.
Il est promu lieutenant-colonel breveté le 27 avril 1812, lieutenant-colonel du 26th Cameronians le 3 septembre 1812 et transféré capitaine et lieutenant-colonel aux Coldstream Guards le 25 juillet 1814, dont il se retire à demi solde en 1817 ,.
Il est fait colonel breveté et aide de camp du roi le 27 mai 1825 et promu Major général le 10 janvier 1837 . Il succède à Sir Thomas McMahon comme lieutenant-gouverneur de Portsmouth et officier général commandant le district du Sud-Ouest en 1839, est nommé colonel 43e d'infanterie légère le 9 septembre 1844 et est promu lieutenant-général le 9 novembre 1846  .
Il est nommé Compagnon de l'Ordre du Bain (CB) le 4 juin 1815, Chevalier Commandeur de l'Ordre du Bain (KCB) le 19 juillet 1838, et reçoit la médaille d'argent péninsulaire et les fermoirs Roleia et Vimeiro  .

## Parlement
Pakenham est député, représentant Westmeath du 27 février 1808 à 1826. Il siège pour son frère Thomas Pakenham (2e comte de Longford) et vote par intermittence entre 1821 et 1825. Initialement, il est contre le Catholic Relief, mais il est venu plus tard à le favoriser, citant sa nécessité de représenter le changement d'opinion parmi ses électeurs protestants .
Pakenham est élu en 1826 pour Westmeath, mais n'a pas accepté en raison de rumeurs selon lesquelles sa préférence pour les intérêts protestants a eu pour conséquence que son frère l'a "écarté". La presse catholique a rapporté qu'il était "la victime du vote qu'il a donné ... en faveur de l'émancipation ".

## Ouvrage publié
- Hercules Robert Pakenham, Colonel Pakenham's speech on the second reading of the Catholic Relief Bill: In the House of Commons, on Tuesday, the 19th of April, 1825, W.E. Andrews, 1er janvier 1825 (ASIN B0008AZ548)

## Vie privée

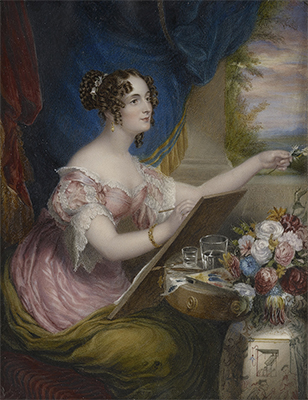
Emily Pakenham

En novembre 1817, il épouse Emily, la quatrième fille de Thomas Stapylton, Lord le Despenser, et a six fils et trois filles. Un de ses fils, Edward, est tué à Inkerman en 1854 et un autre, Robert, au soulagement de Lucknow en 1857 ,. Il meurt soudainement le 7 mars 1850 à Langford Lodge.

## Héritage
La «bourse Sir Hercules Pakenham» et la «bourse Emily Lady Pakenham» sont fondées en 1876 par le révérend Arthur Hercules Pakenham à leur mémoire pour les étudiants du Queen's College de Belfast ,.
L'une des 42 stalles de la Domus Dei à Portsmouth lui est dédiée .